# هیوگو شورتر
هیوگو شورتر  (Hugo Shorter؛  تلفظ: /ˈhjuɡoʊ/) دیپلمات و سفیر بریتانیا در ایران   است. وی پیش از این به عنوان سفیر بریتانیا در لبنان (۲۰۱۵ تا ۲۰۱۸ و کاردار سفارت بریتانیا در افغانستان طی سال‌های ۲۰۲۲ تا ۲۰۲۳ در دفتر سفارت بریتانیا در دوحه (قطر) بود.